# Sitka
Sitka ali etmoidna kost (latinsko os ethmoidale) je neparna lobanjska kost, ki leži med čelnico in zagozdnico. Deloma jo štejemo k možganskemu delu lobanje, saj gradi večji del nosne votline in medialno steno očesne votline. Sitko sestavljajo štiri ploščice, imenovane lamine. Največja leži navpično v sredinski ravnini (lamina perpendicularis) in gradi sprednji in zgornji del koščenega nosnega pretina. Kribrozna lamina sitke, tudi sito (lamina cribrosa), leži vodoravno, je luknjičasta in izpolnjuje vrzel med orbitalnima deloma čelnice ter sestavlja svod nosne votline in del lobanjskega dna. Iz sredine sita se navzgor dviga koščen petelinji greben (crista galli). Stranski orbitalni lamini (laminae orbitales) gradita medialno steno očesne votline. Vse štiri ploščice obdaja koščen labirint, ki ga sestavljajo številni predalčki, celule (cellulae). Ti so med seboj povezani in se odpirajo v nosno votlino. Z navpične ploščice segata v nosno votlino zgornja nosna školjka (concha nasalis superior) in srednja nosna školjka (concha nasalis media), ki sestavljata del stranske nosne votline. Pod zgornjo školjko je zgornji nosni meatus (hodnik, meatus nasi superior), pod srednjo pa srednji nosni meatus (meatus nasi medius).